# Реін Агас
Реін Агас (ест. Rein Ahas; *10 грудня 1966, Тарту — 18 лютого 2018) — естонський географ, професор Тартуського університету.

## Освіта
В 1991 році він отримав диплом бакалавра із фізичної географії та збереження природи у Тартуському університеті, в 1994 році він отримав ступінь магістра, а в 1999 — ступінь доктора наук, захистивши роботу «Просторові та часові зміни фенологічних фаз в Естонії» під керівництвом професора Юло Мандера та Яана Еіларта.

## Дослідження
Головними темами досліджень Реіна Агаса є просторова мобільність людей, подорожі, міська географія та сегрегація. Особливо цікавими для нього є використання та розвиток методів, що базуються на мобільному позиціонувані. Попередні дослідження включають вплив на зміни клімату, вплив на навколишнє середовище та сезоні зміни.
Наукові дослідження переважно проводить в Лабораторії мобільності Тарту.
Співзасновник та співвласник компанії «Positium LBS».